# Bengt Karlsson (Örnfot)
Bengt Karlsson (Örnfot), född på 1300-talet, död på 1300-talet, var en svensk häradshövding.

## Biografi
Bengt Karlsson (Örnfot) var son till riddaren Karl Magnusson (Örnfot) och Märta Turesdotter (Bielke). Han nämns första gången 1353 och var 1367 häradshövding i Skärkinds härad.

### Egendom
Bengt Karlssons ägde jord i Hanekinds härad i Östergötland och i Hölebo härad i Södermanland.

### Familj
Bengt Karlsson  var gift med Elin Folkedotter, dotter till Folke Ormsson (kluven spets nedifrån) och Kristina Magnusdotter (Vinstorpaätten). De fick tillsammans barnen Karl Bengtsson, Ingeborg Bengtsdotter som var gift med riddaren Jöns Eskilsson (sparre över blad) och en dotter som var gift med riddaren och riksrådet Henning Königsmark, Nils Bengtsson och nunnan Katarina Bengtsdotter i Vreta kloster.